# Podalonia robusta
Podalonia robusta är en biart som först beskrevs av Cresson 1865.  Podalonia robusta ingår i släktet Podalonia och familjen grävsteklar. Inga underarter finns listade i Catalogue of Life.